# پشمیسواف اسکفیرچینسکی
پشمیسواف اسکفیرچینسکی (لهستانی: Przemysław Skwirczyński؛ ‏ تلفظ لهستانی: [pʂɛˈmɨswaf skfirˈt͡ʂɨɲskʲi]؛ ‏ زادهٔ ۳ نوامبر ۱۹۵۲) فیلم‌بردار اهل لهستان است.
از فیلم‌هایی که وی در آن‌ها نقش داشته‌است، می‌توان به ... من مخالفم، دام و ورشو، سال ۵۷۰۳ اشاره نمود.